# Schmalspurbahn Klingenberg-Colmnitz–Frauenstein
| Ausschnitt der Streckenkarte Sachsen von 1902 |                         |                                          |                                          |
| Streckennummer: | 6976; sä. KF            |                                          |                                          |
| Kursbuchstrecke: | 139c (1934) 169g (1946) |                                          |                                          |
| Streckenlänge: | 19,706 km               |                                          |                                          |
| Spurweite: | 750 mm (Schmalspur)     |                                          |                                          |
| Maximale Neigung: | 31 ‰                    |                                          |                                          |
| Minimaler Radius: | 100 m                   |                                          |                                          |
| Streckengeschwindigkeit: | 30 km/h                 |                                          |                                          |
| |                         |                                          |                                          |
| \| \| 0,00 \| Klingenberg-Colmnitz \| 436 m \| \| \| \| (Anschluss von Hauptbahn Dresden–Werdau) \| \| \| \| \| nach Oberdittmannsdorf \| \| \| \| 3,85 \| Obercolmnitz \| 449 m \| \| \| 5,49 \| Niederpretzschendorf \| 460 m \| \| \| 6,93 \| Pretzschendorf \| 475 m \| \| \| 10,58 \| Friedersdorf (b Frauenstein) \| 473 m \| \| \| 11,774 \| Brücke Bobritzsch (14,7 m) \| Brücke Bobritzsch (14,7 m) \| \| \| 11,897 \| Brücke Holzbach (24 m) \| Brücke Holzbach (24 m) \| \| \| 12,55 \| Oberbobritzsch \| 454 m \| \| \| 15,62 \| Burkersdorf (b Frauenstein) \| 541 m \| \| \| 19,71 \| Frauenstein \| 654 m \| |                         |                                          |                                          |
| Kopfbahnhof Streckenanfang (Strecke außer Betrieb) | 0,00                    | Klingenberg-Colmnitz                     | 436 m                                    |
| Strecke (außer Betrieb) |                         | (Anschluss von Hauptbahn Dresden–Werdau) | (Anschluss von Hauptbahn Dresden–Werdau) |
| Abzweig geradeaus und nach rechts (Strecke außer Betrieb) |                         | nach Oberdittmannsdorf                   | nach Oberdittmannsdorf                   |
| Haltepunkt / Haltestelle (Strecke außer Betrieb) | 3,85                    | Obercolmnitz                             | 449 m                                    |
| Haltepunkt / Haltestelle (Strecke außer Betrieb) | 5,49                    | Niederpretzschendorf                     | 460 m                                    |
| Haltepunkt / Haltestelle (Strecke außer Betrieb) | 6,93                    | Pretzschendorf                           | 475 m                                    |
| Bahnhof (Strecke außer Betrieb) | 10,58                   | Friedersdorf (b Frauenstein)             | 473 m                                    |
| Brücke über Wasserlauf (Strecke außer Betrieb) | 11,774                  | Brücke Bobritzsch (14,7 m)               | Brücke Bobritzsch (14,7 m)               |
| Brücke über Wasserlauf (Strecke außer Betrieb) | 11,897                  | Brücke Holzbach (24 m)                   | Brücke Holzbach (24 m)                   |
| Haltepunkt / Haltestelle (Strecke außer Betrieb) | 12,55                   | Oberbobritzsch                           | 454 m                                    |
| Haltepunkt / Haltestelle (Strecke außer Betrieb) | 15,62                   | Burkersdorf (b Frauenstein)              | 541 m                                    |
| Kopfbahnhof Streckenende (Strecke außer Betrieb) | 19,71                   | Frauenstein                              | 654 m                                    |

Die Schmalspurbahn Klingenberg-Colmnitz–Frauenstein war eine sächsische Schmalspurbahn. Sie verlief von Klingenberg-Colmnitz nach Frauenstein im Osterzgebirge. Die Strecke wurde 1971 stillgelegt.

## Geschichte

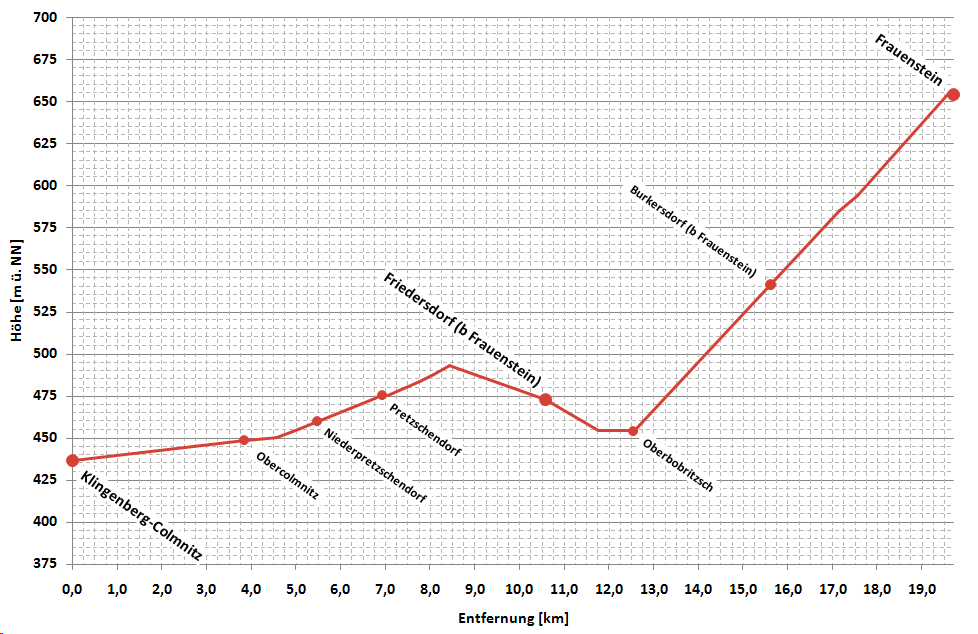
Vereinfachtes Höhenprofil der Strecke

Erste Bemühungen um eine Bahnverbindung über Frauenstein stammten schon aus den Jahren 1865 bis 1867, als erste Vorarbeiten für eine das Erzgebirge überschreitende Eisenbahnverbindung erfolgten. Diese Linie wurde jedoch später im Tal der Freiberger Mulde ausgeführt, eine Anbindung Frauensteins erwies sich wegen der topografischen Verhältnisse als unmöglich (vgl. Bahnstrecke Nossen–Moldau). Die aus privaten Mitteln zu finanzierende Bahnstrecke sollte vom Bahnhof Klingenberg-Colmnitz (Abzweig von der Bahnstrecke Dresden–Werdau) über Frauenstein und den Erzgebirgskamm nach Dux führen. Es kam allerdings nie zur Umsetzung dieser Pläne, für die bereits erste Vermessungen vorgenommen wurden.
1895 wurde dem Sächsischen Landtag ein Projekt als Schmalspurbahn vorgelegt, die im Bahnhof Klingenberg-Colmnitz beginnend durch das Bobritzschtal nach Frauenstein führen sollte. Am 27. Februar 1896 wurde das Vorhaben genehmigt.
Im Juli 1897 begann der Bau der Strecke. Im Sommer 1898 waren die Arbeiten an der Strecke weitgehend abgeschlossen. Am 14. September 1898 wurde die neue Strecke mit einem Festzug eröffnet.

Bahnstrecke im Winter zwischen Burkersdorf und Frauenstein

Neben einem regen Güterverkehr besaß die Strecke stets auch ihre Bedeutung im Personenverkehr. Vor allem im Winterhalbjahr reisten viele Urlaubsgäste mit der Bahn an. Die Strecke diente vor allem zum Transport von Kohle, Holz, Baustoffen, Düngemitteln und Landwirtschaftsprodukten. Der Personenverkehr blieb vergleichsweise unbedeutend und unrentabel. Die Streckenführung über die Hochflächen des Erzgebirges erwies sich in den Wintermonaten meist als problematisch, da die Züge oftmals in bis zu vier Meter hohen Schneeverwehungen steckenblieben und der Verkehr dann für mehrere Tage eingestellt wurde.
Pläne zu einer Streckenverlängerung bis Rehefeld oder Moldau (Moldava) wurden nicht realisiert.
Nach dem Ende des Zweiten Weltkrieges wurde der Zugverkehr erst am 12. Juli 1945 wieder aufgenommen, obwohl die Strecke nur geringe Zerstörungen erlitten hatte. Bis in die 1950er Jahre behielt die Strecke ihre Bedeutung im Personen- und Güterverkehr, erst dann verringerte sich die erbrachte Verkehrsleistung.
Fehlende Investitionen beschleunigten in den 1960er Jahren den Verfall des Gleisoberbaus und machten den Betrieb immer unrentabler. Die Fahrtzeit betrug 1971 genau 75 Minuten, im Jahr 1938 waren es noch 16 Minuten weniger gewesen. Auf Grundlage von 1964 durchgeführten Wirtschaftlichkeitsuntersuchungen war die Strecke zur baldigen Stilllegung vorgesehen. Der bis zuletzt mit schmalspurigen Güterwagen durchgeführte Güterverkehr wurde 1970 eingestellt und im Rahmen so genannter Rationalisierungsmaßnahmen auf die Straße verlegt. Die Aufgabe des Reisezugverkehrs war Ende des Jahres 1971 vorgesehen.
Am 20. Oktober 1971 entgleiste die Lokomotive 99 715 des mittäglichen Personenzuges in Richtung Frauenstein bei der Einfahrt in den Bf Oberbobritzsch und kippte um. Obwohl die Lokomotive profilfrei neben dem Gleis lag und auch die Befahrbarkeit der Strecke wiederhergestellt war, wurde der Verkehr nicht wiederaufgenommen. Am 28. Mai 1972 wurde die Strecke offiziell stillgelegt.
Wenig später begann der Rückbau der Strecke, der sich bis 1978 hinzog. Einige Abschnitte wurden auch restlos abgetragen und wieder einer landwirtschaftlichen Nutzung zugeführt.

## Fahrzeugeinsatz
In den ersten Betriebsjahren wurde zunächst die bewährten IV K-Lokomotiven (DR-Baureihe 99.51–60) auf der Strecke verwendet. Später kamen die leistungsstarken, fünffachgekuppelten Gattung VI K (DR-Baureihe 99.64-71) zum Einsatz, die bis zur endgültigen Betriebseinstellung 1971 den Gesamtverkehr bewältigten.
Der Güterverkehr wurde während der gesamten Betriebszeit ausschließlich mit Schmalspurgüterwagen abgewickelt, Rollfahrzeugverkehr wurde nicht eingeführt. Die eingesetzten Wagen entsprachen den allgemeinen sächsischen Bau- und Beschaffungsvorschriften für die Schmalspurbahnen und konnten daher freizügig mit Fahrzeugen anderer sächsischer Schmalspurstrecken getauscht werden.

## Streckenbeschreibung

### Verlauf
Ausgehend vom Bahnhof Klingenberg-Colmnitz an der Bahnstrecke Dresden–Werdau verlief die Schmalspurstrecke knapp einen Kilometer parallel zur Schmalspurbahn Klingenberg-Colmnitz–Oberdittmannsdorf nach Süden, dann trennten sich beide Strecken, indem die Bahn nach Frauenstein nach Südosten in Richtung Obercolmnitz abbog. Nun verlief die Strecke im Tal des Colmnitzbachs durch Obercolmnitz und Pretzschendorf, wo mehrmals der Colmnitzbach und die Wölbschleuse überquert wurden. 
Am südlichen Ortsende von Pretzschendorf bog die Trasse nach Westen ab. Hier ist die Strecke als Wanderweg erhalten. Der Ort Friedersdorf wurde im Norden umfahren, der Bahnhof des Orts lag außerhalb. Nachdem die Bobritzsch überquert wurde, war nach wenigen Kilometern die Haltestelle Oberbobritzsch erreicht. Sie lag am südlichen Ortsrand. Nun bog die Trasse in einer Linkskurve gen Süden ab und fuhr östlich von Burkersdorf vorbei. Nach dem Passieren des Pfarr-Walds wurde nach rund 19 Kilometern der Bahnhof Frauenstein im Westen der Stadt erreicht.

### Betriebsstellen
Klingenberg-Colmnitz ⊙

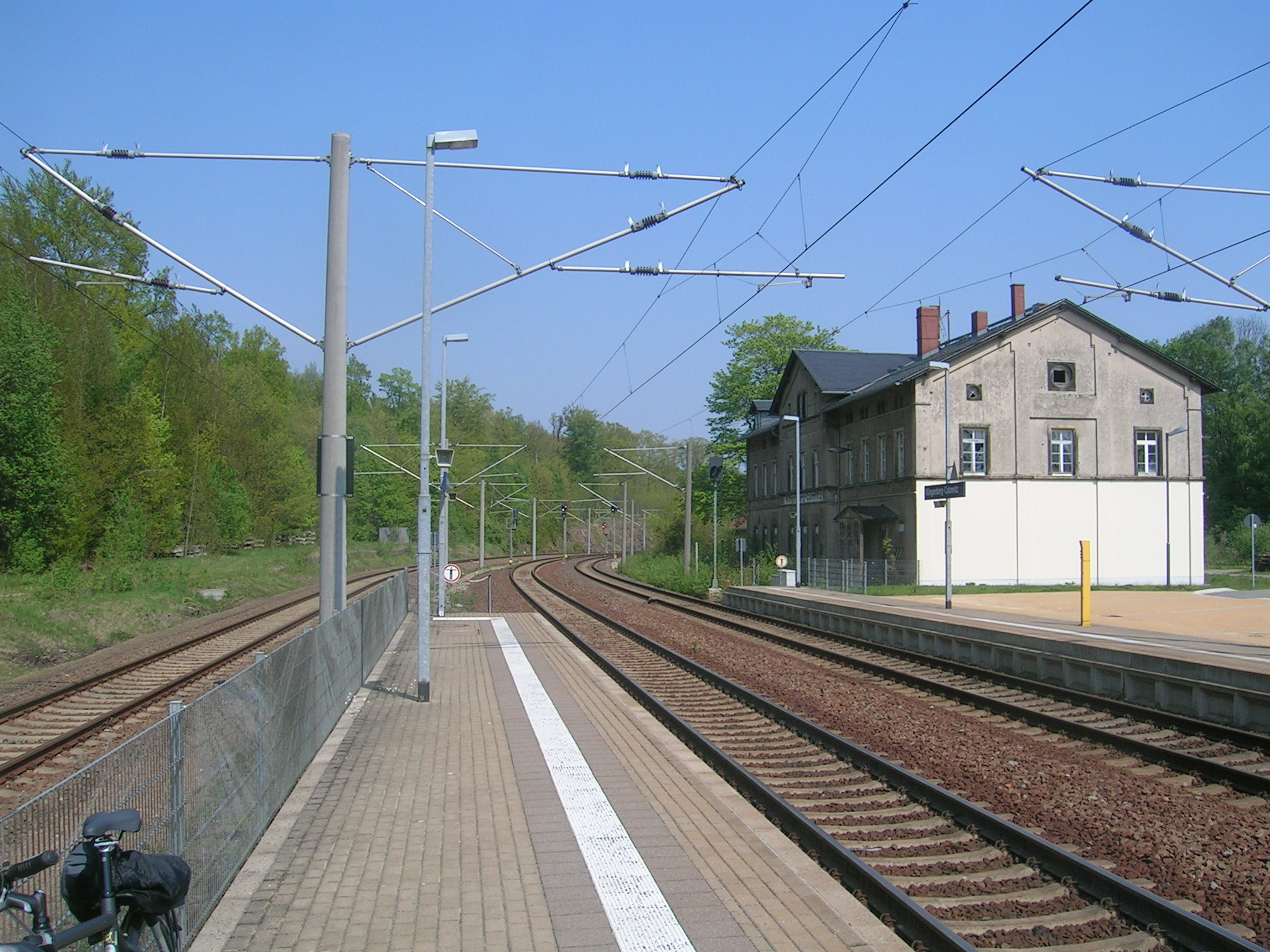
Empfangsgebäude auf der Normalspurseite, Blick Richtung Dresden

Der Bahnhof Klingenberg-Colmnitz wurde am 11. August 1862 an der Bahnstrecke Dresden–Werdau eröffnet. Er war „Bergstation“ der Tharandter Steige. Von 1898 bis 1971 begann im Bahnhof die Schmalspurbahn nach Frauenstein und ab 1921 auch die nach Oberdittmannsdorf.
Obercolmnitz ⊙

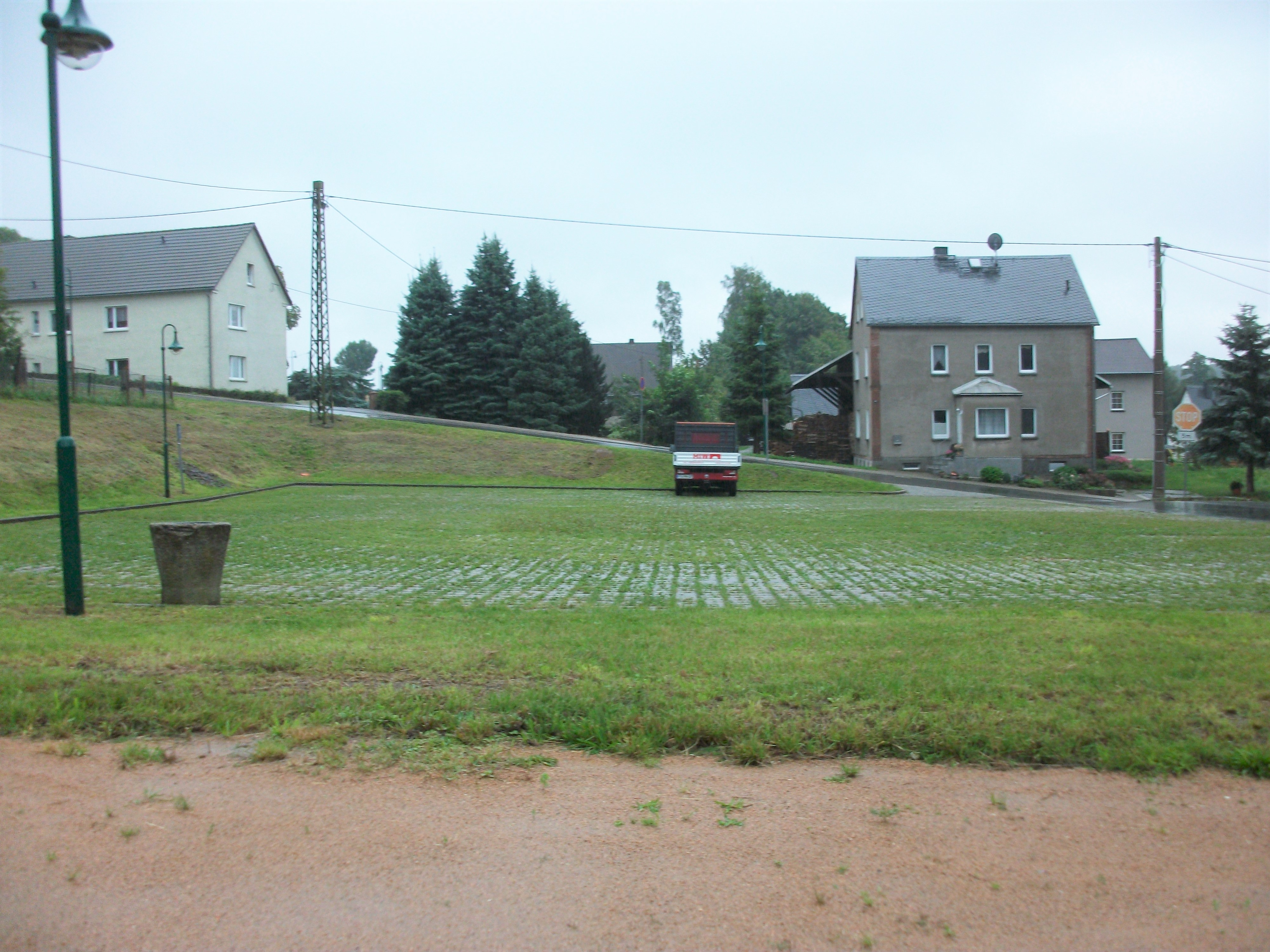
Haltestelle Obercolmnitz, Blick Richtung Frauenstein (2017)

Die Haltestelle Obercolmnitz wurde am 15. September 1898 eröffnet und 1905 zum Bahnhof gewidmet. 1933 erfolgte die Herabstufung zur Haltestelle. Neben einer hölzernen Wartehalle mit Abort besaß die Station ein Nebengebäude. Am 21. Oktober 1971 ging die Haltestelle Obercolmnitz außer Betrieb. Die hölzerne Wartehalle und das Nebengebäude waren 1988 noch vorhanden, wurden aber inzwischen abgerissen. Auf dem Areal an der „Oberen Hauptstraße“ in Obercolmnitz entstand ein großflächiger Parkplatz.
Niederpretzschendorf ⊙

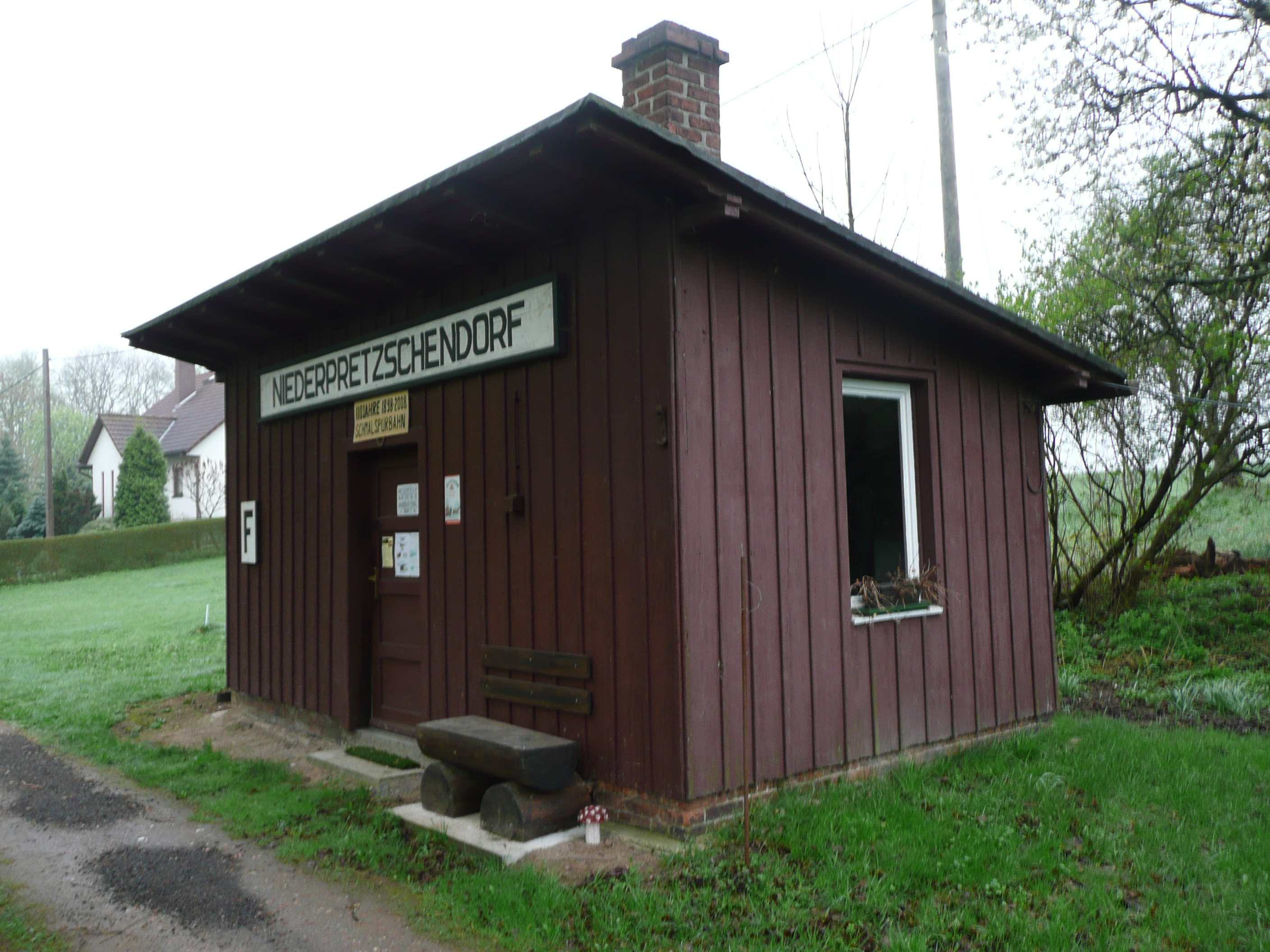
Haltepunkt Niederpretzschendorf

Der Haltepunkt Niederpretzschendorf wurde am 15. September 1898 eröffnet. Die Station besaß eine hölzerne Wartehalle mit Abort, von denen die sanierte Wartehalle bis heute erhalten ist. Am 21. Oktober 1971 ging der Haltepunkt Niederpretzschendorf außer Betrieb. Die Station befand sich im unteren Ortsteil von Pretzschendorf hinter dem Bahnübergang „Erich-Weinert-Straße“.
Pretzschendorf ⊙
Die Haltestelle Pretzschendorf wurde am 15. September 1898 eröffnet und 1905 zum Bahnhof gewidmet. 1933 erfolgte die Herabstufung zur Haltestelle. Die Station war mit einer hölzernen Wartehalle mit Abort und einem Güterschuppen ausgestattet. Am 21. Oktober 1971 ging die Haltestelle Pretzschendorf außer Betrieb. Die Station befindet sich am „Platz der Jugend“ in Pretzschendorf. Im nördlichen Teil der Station blieben die hölzerne Wartehalle und die Ladestraße erhalten. Im südlichen Teil der Laderampe entstand ein Supermarkt mit einem Parkplatz.

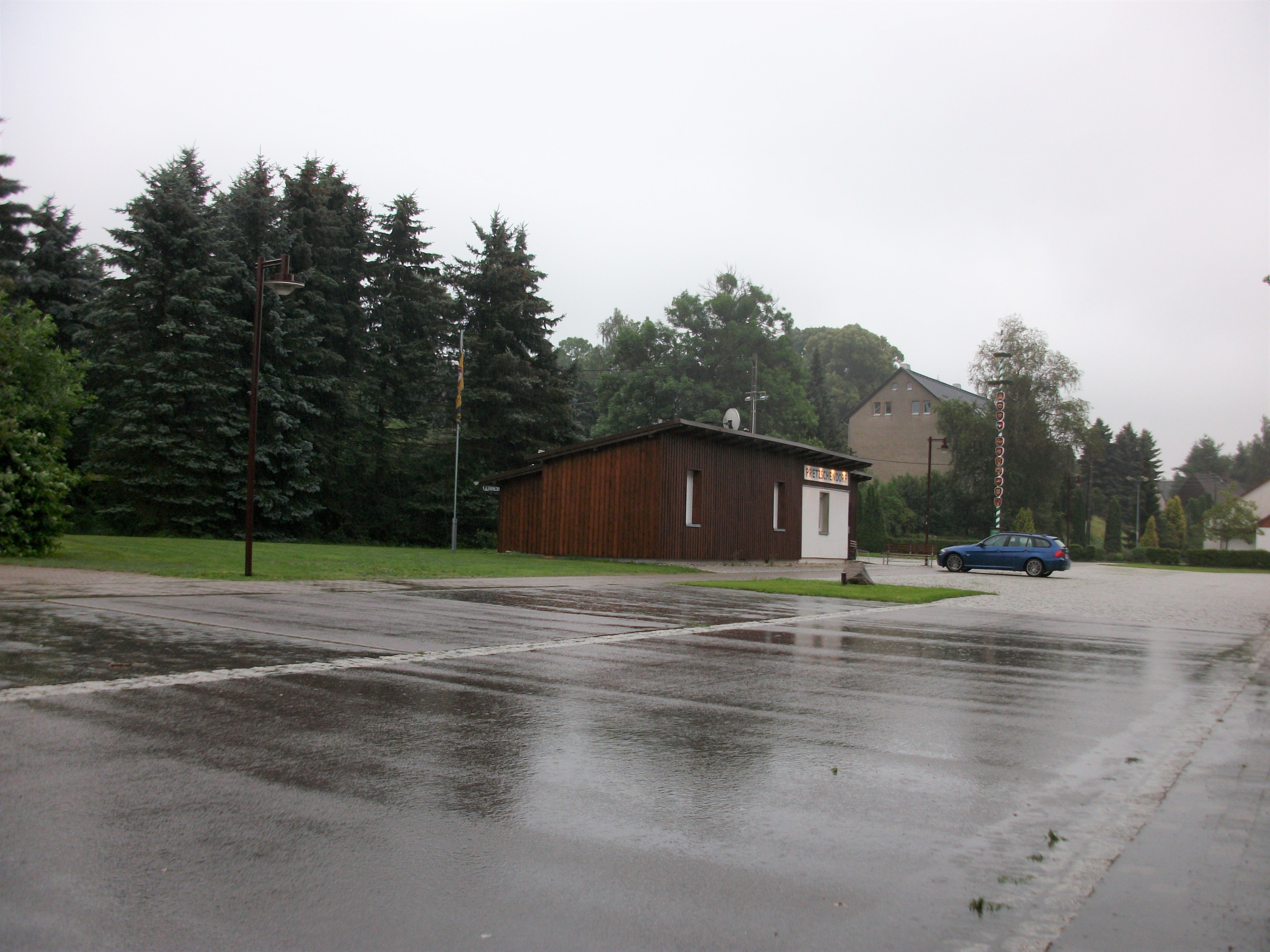
Haltestelle Pretzschendorf, Wartehalle (2017)
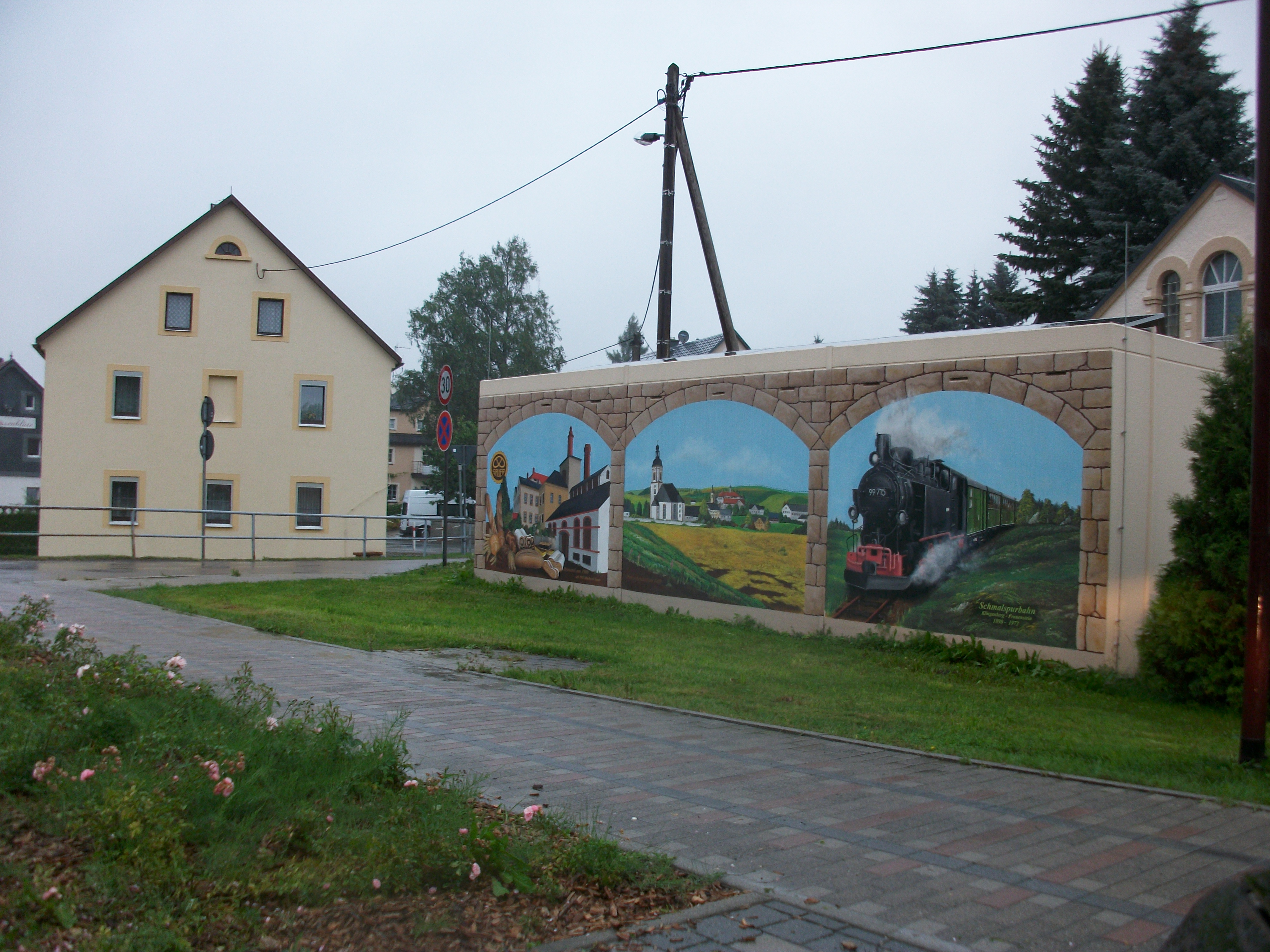
Haltestelle Pretzschendorf, Gemälde an einer Hauswand (2017)

Friedersdorf (b Frauenstein) ⊙

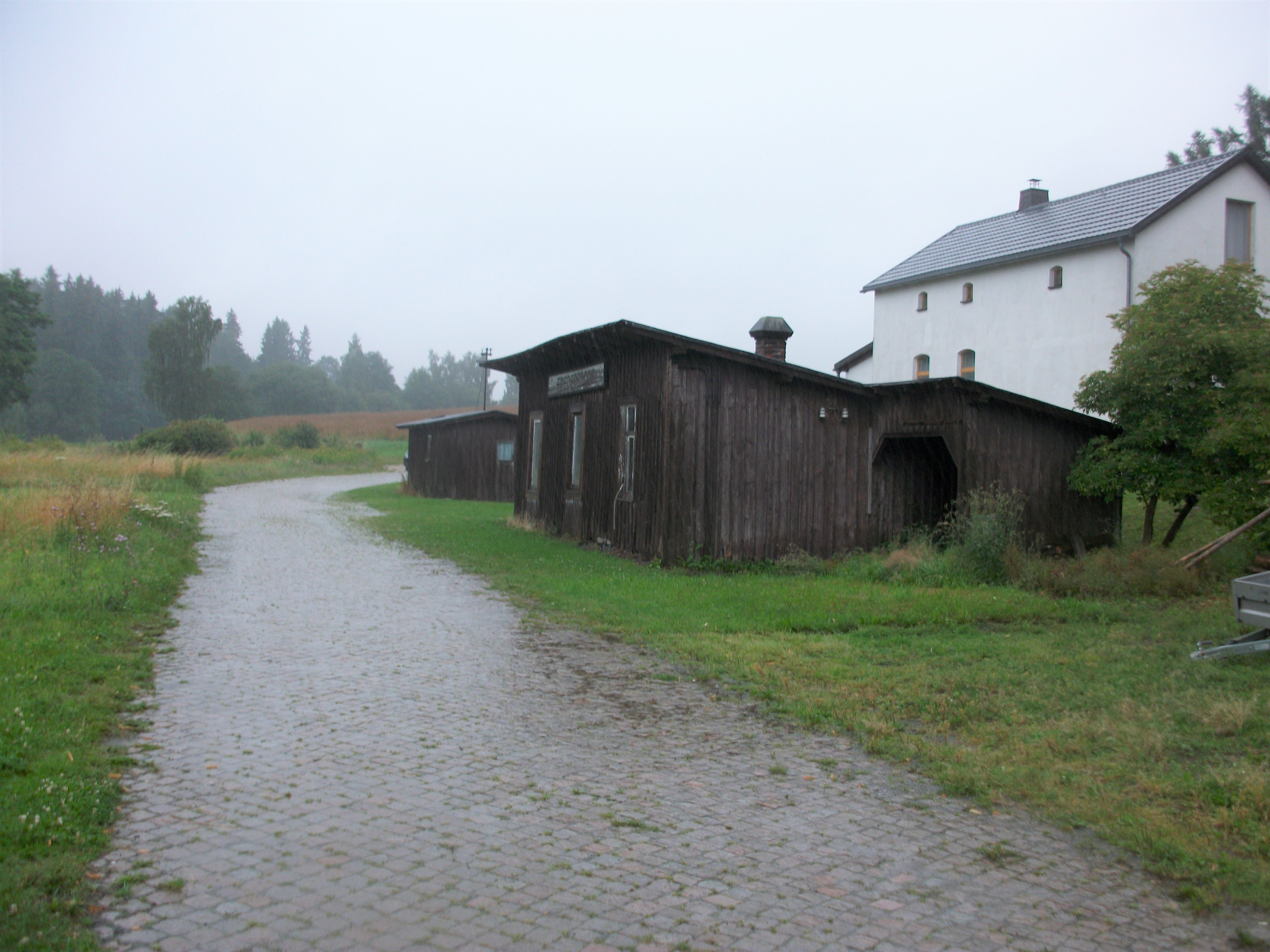
Bahnhof Friedersdorf (b Frauenstein), Wartehalle (2017)

Die Haltestelle Friedersdorf (b Frauenstein) wurde am 15. September 1898 eröffnet und 1905 zum Bahnhof Friedersdorf (b Frauenstein) gewidmet. Die Station trug folgende Namen:
- bis 1911: Friedersdorf bei Frauenstein
- bis 1933: Friedersdorf b Frauenstein
- seit 1933: Friedersdorf (b Frauenstein)

Neben einer hölzernen Wartehalle mit Abort besaß der Bahnhof auch ein Wohnhaus, welche alle bis heute erhalten sind. Am 21. Oktober 1971 ging der Bahnhof Friedersdorf (b Frauenstein) außer Betrieb. Die Station befindet sich etwa einen Kilometer nordwestlich von Friedersdorf an der „Bahnhofstraße“.
Oberbobritzsch ⊙

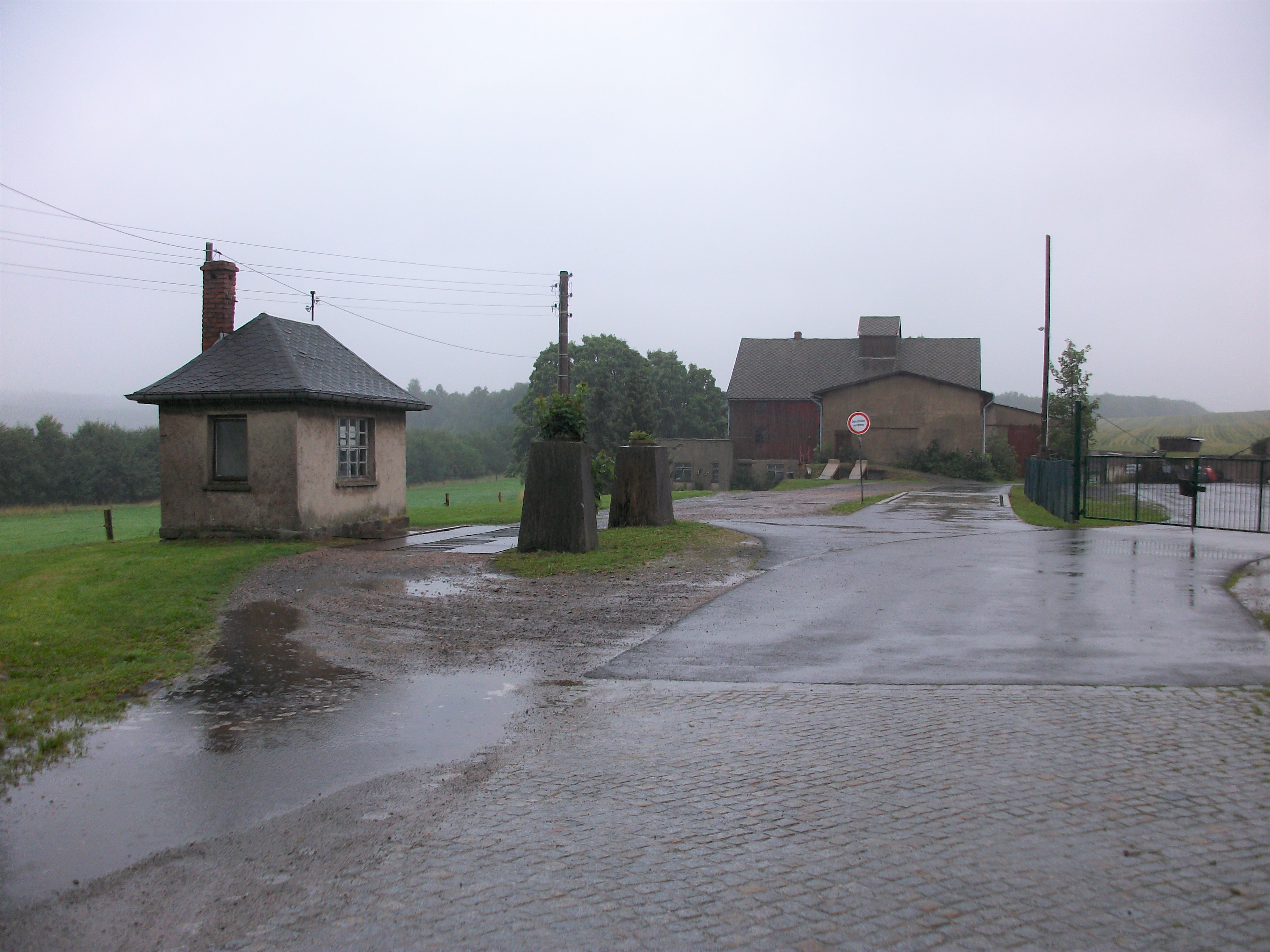
Haltestelle Oberbobritzsch (2017)

Die Haltestelle Oberbobritzsch wurde am 15. September 1898 eröffnet und 1905 zum Bahnhof gewidmet. 1933 erfolgte die Herabstufung zur Haltestelle. Die Station besaß eine Wartehalle mit Abort und Wagenkasten, die nicht mehr erhalten sind. Zeugen der Eisenbahn sind das Eisenbahnerwohnhaus an der Ausfahrt in Richtung Frauenstein. Die Station befindet sich am südöstlichen Ortsende von Oberbobritzsch kurz vor dem Bahnübergang „Frauensteiner Straße“.
Burkersdorf (b Frauenstein) ⊙

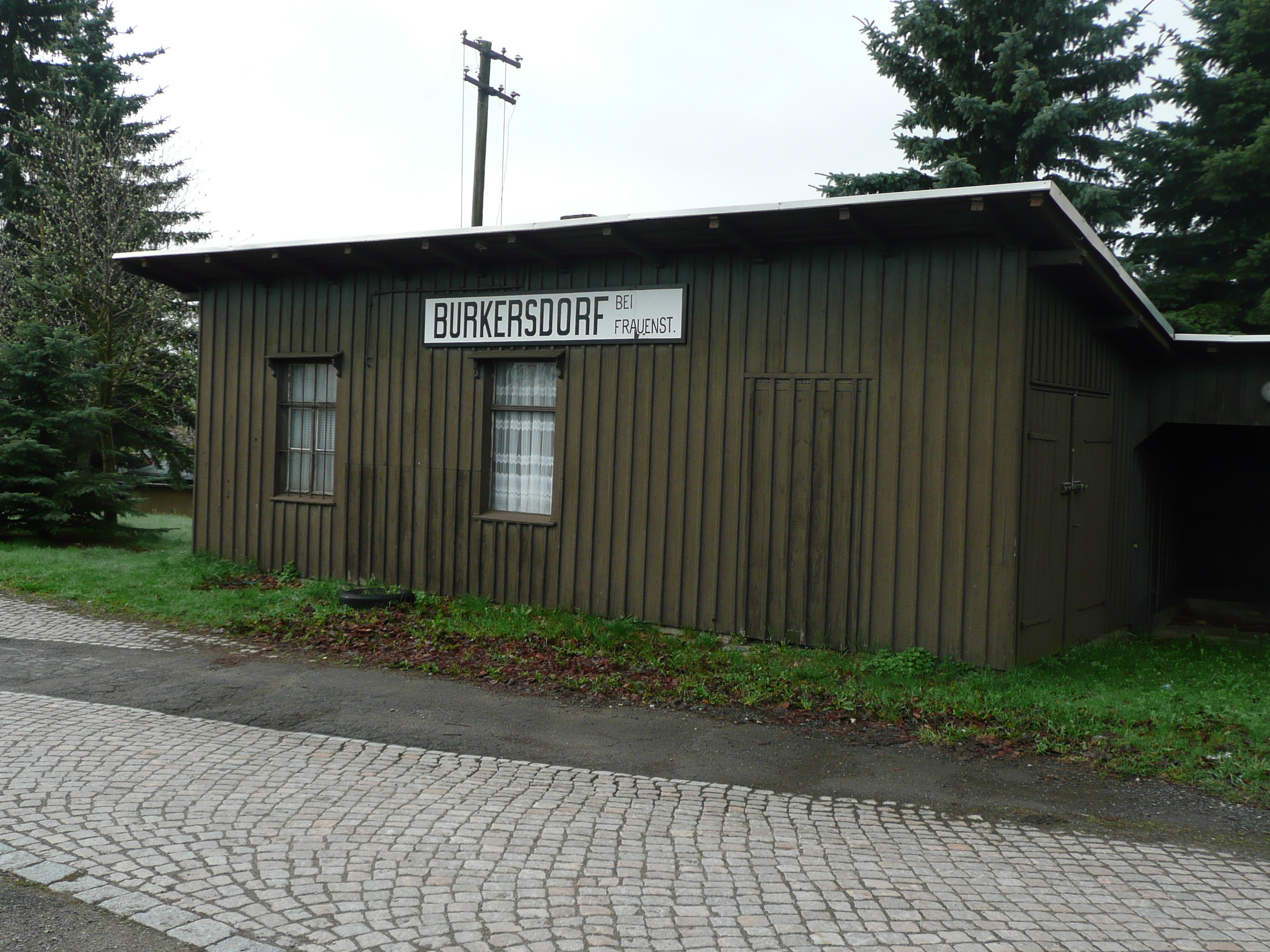
Haltestelle Burkersdorf (b Frauenstein)

Die Haltestelle Burkersdorf (b Frauenstein) wurde am 15. September 1898 eröffnet und 1905 zum Bahnhof gewidmet. 1933 erfolgte die Herabstufung zur Haltestelle. Die Station trug folgende Namen:
- bis 1911: Burkersdorf bei Frauenstein
- bis 1933: Burkersdorf b Frauenstein
- seit 1933: Burkersdorf (b Frauenstein)

Am 21. Oktober 1971 ging die Haltestelle Burkersdorf (b Frauenstein) außer Betrieb. Die Station war mit einer hölzernen Wartehalle mit Abort und einem Güterschuppen ausgestattet, welche bis heute erhalten sind. Auch die Anschlussgleise der Firma Böhme und die Ladestraße, sowie ein Wagenkasten sind erhalten geblieben. Die Station befindet sich östlich des Ortskerns von Burkersdorf an der Straße „Am Bahnberg“.
Frauenstein ⊙
Als Endpunkt der Schmalspurbahn aus Klingenberg-Colmnitz wurde der Bahnhof Frauenstein am 15. September 1898 eröffnet. Neben dem massiven Empfangsgebäude besaß die Station Güterschuppen, Lokschuppen, Wirtschaftsgebäude und ein Wohnhaus. Am 21. Oktober 1971 ging der Bahnhof Frauenstein außer Betrieb. Bis auf den im Jahr 1998 abgerissenen Lokschuppen sind alle Gebäude noch erhalten. Das Areal des Bahnhofs im Westen der Stadt Frauenstein ist teilweise mit Gebäuden überbaut.

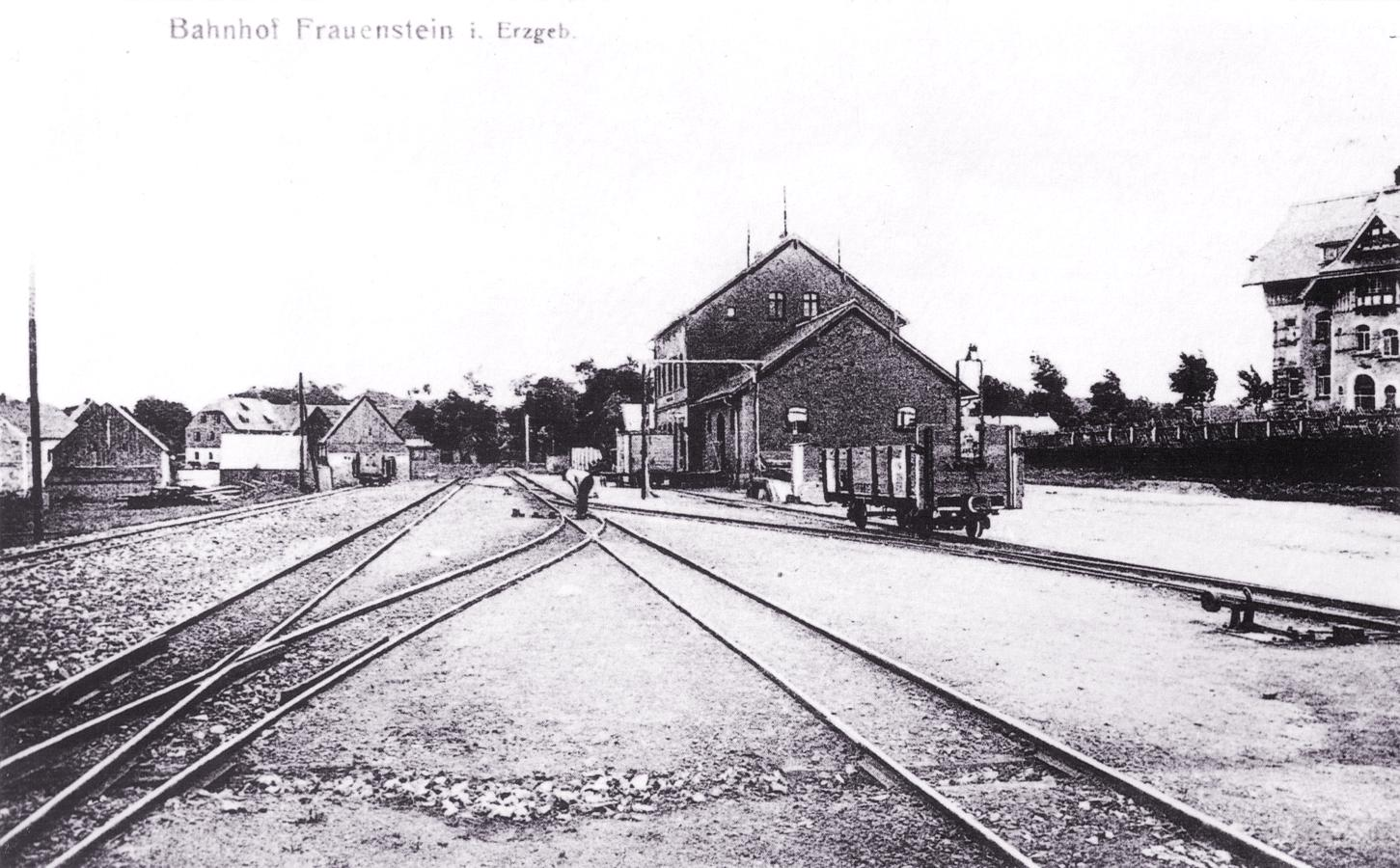
Bahnhof Frauenstein um 1910
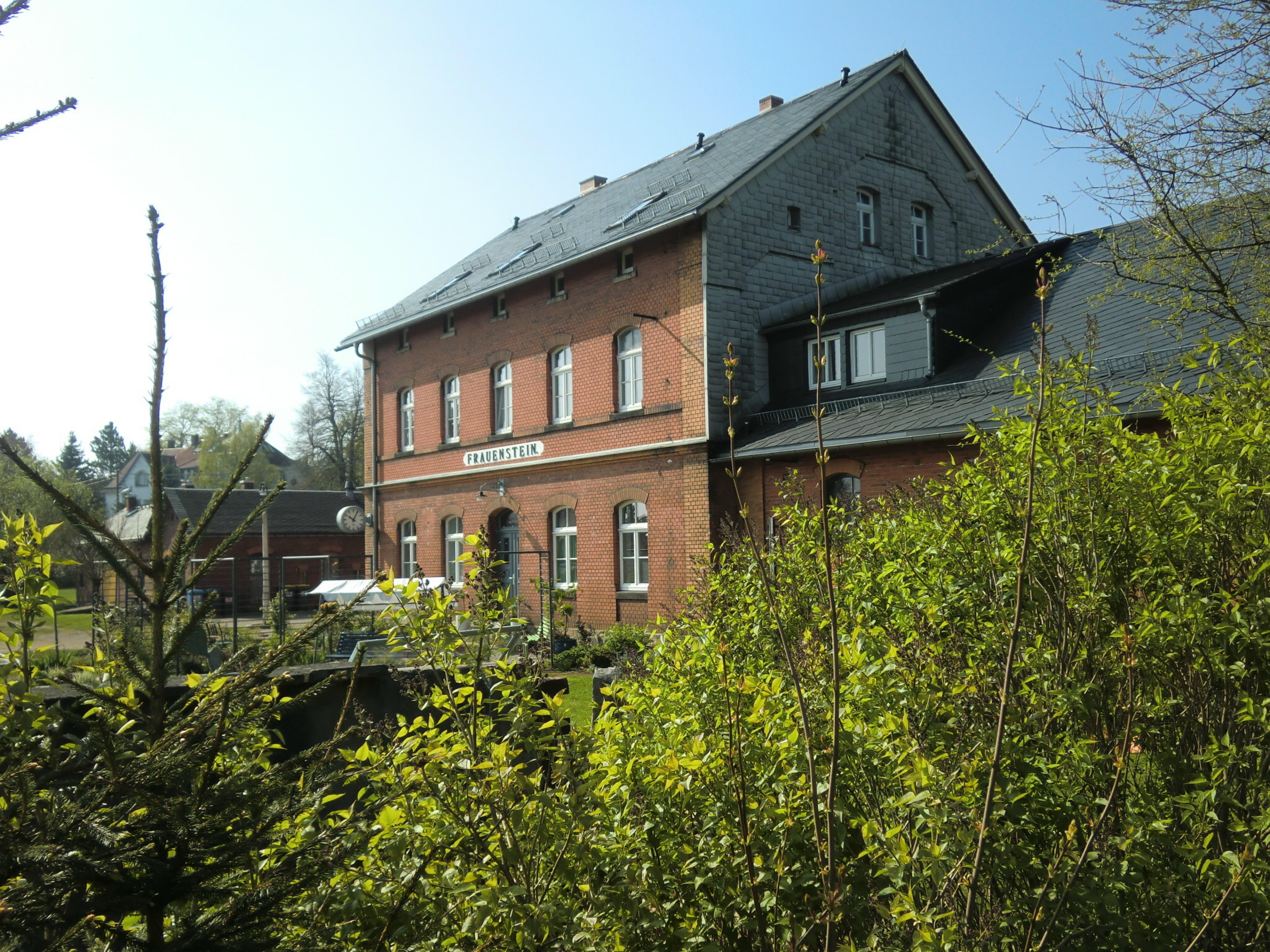
Bahnhof Frauenstein
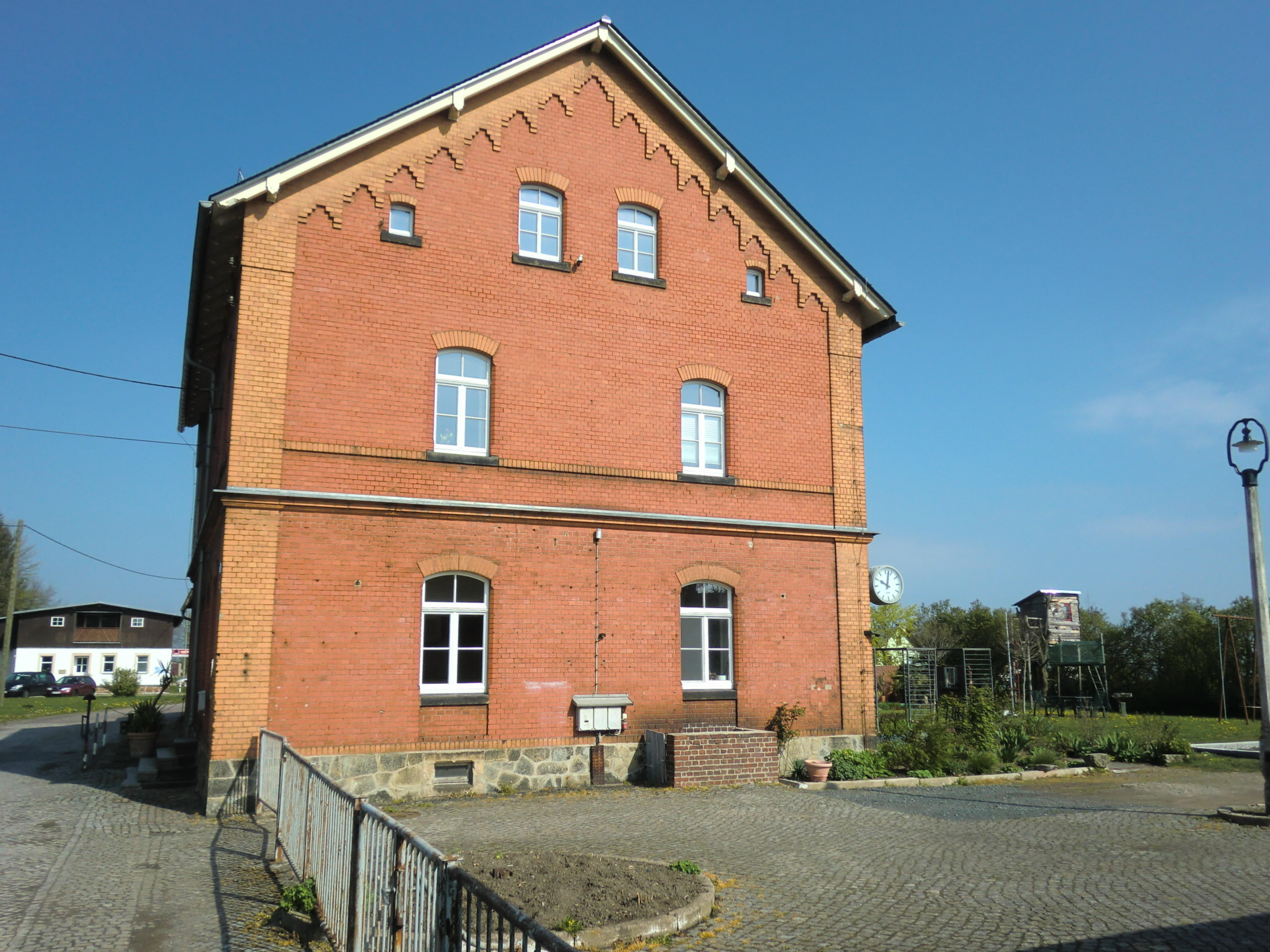
Bahnhof Frauenstein

### Die Strecke heute
Auch heute noch gibt es an der Trasse viele Zeugen des Eisenbahnbetriebes zu sehen. Der Bahndamm ist von Oberbobritzsch bis Frauenstein mit dem Fahrrad befahrbar. Anbei eine Liste einiger Sehenswürdigkeiten, die heute noch an die Schmalspurbahn erinnern:
- Wiederhergestellte Wartehalle in Niederpretzschendorf
- am ehemaligen Haltepunkt Pretzschendorf wurde der frühere Gleisverlauf im Fußweg nachgestaltetFußweg am HP Pretzschendorf

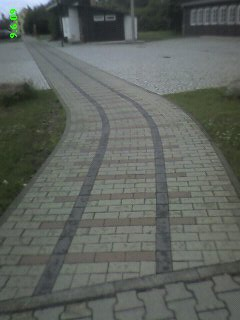
Fußweg am HP Pretzschendorf

- ehemaliger Bahndamm bei Oberbobritzsch
- viele Kilometersteine sind noch Zeuge des Bahnbetriebes
- Denkmal Familie Rüger bei Burkersdorf (auf einen Baumstamm sind viele Daten der Strecke eingearbeitet)
- stehende Schiene: ein Denkmal zum 100. Geburtstag der Strecke bei Burkersdorf
- das Bahnhofsgebäude in Frauenstein ist mustergültig renoviert